# Lake Park (Georgia)
Lake Park is een plaats (city) in de Amerikaanse staat Georgia, en valt bestuurlijk gezien onder Lowndes County.

## Demografie
Bij de volkstelling in 2000 werd het aantal inwoners vastgesteld op 549.
In 2006 is het aantal inwoners door het United States Census Bureau geschat op 578, een stijging van 29 (5.3%).

## Geografie
Volgens het United States Census Bureau beslaat de plaats een oppervlakte van
3,8 km², waarvan 3,7 km² land en 0,1 km² water. Lake Park ligt op ongeveer 46 m boven zeeniveau.

## Plaatsen in de nabije omgeving
De onderstaande figuur toont nabijgelegen plaatsen in een straal van 32 km rond Lake Park.